# Gonatostylis
Gonatostylis es un género de orquídeas de hábitos terrestres. Tiene dos especies. Es originario de Nueva Caledonia.

## Especies seleccionadas
| - Gonatostylis bougainvillei - Gonatostylis vieillardii |